# Libertas (partito politico)
Libertas è stato un partito politico europeo presente alle elezioni europee del 2009; fondato nel 2006 da Declan Ganley, milionario uomo d'affari irlandese, si opponeva all'approvazione del Trattato di Lisbona.

## Storia
Dopo aver sostenuto, in occasione del referendum costituzionale in Irlanda del 2008, il NO all'approvazione del Trattato di Lisbona, respinto col 53% dei voti, Declan Ganley intese affermare il proprio movimento in tutti gli stati dell'Unione europea. Così, ottenuta l'adesione di vari soggetti politici nazionali, Libertas partecipò alle elezioni europee del 2009: alcuni partiti si presentarono sotto le insegne di Libertas; altri si affiliarono semplicemente a tale formazione.
Libertas elesse un solo europarlamentare, Philippe de Villiers, esponente del Movimento per la Francia; lo stesso Ganley, candidato in Irlanda, non riuscì ad essere eletto.
Il partito si dissolse nel settembre 2010.

## Libertas negli stati europei

### Liste presenti sotto le insegne di Libertas
| Stato                   | Liste                                                                             | % nazionale |
| ----------------------- | --------------------------------------------------------------------------------- | ----------- |
| Estonia (risultati)     | Partito Libertas Estonia (già Partito Democratico Estone, già Partito Blu Estone) | 0,56        |
| Lettonia (risultati)    | Libertas.lv (coalizione)                                                          | 4,38        |
| Polonia (risultati)     | Libertas (coalizione LPR e altri)                                                 | 1,14        |
| Rep. Ceca (risultati)   | Libertas.cz                                                                       | 0,94        |
| Francia (risultati)     | Con Libertas, CPNT e MPF                                                          | 4,80        |
| Irlanda (risultati)     | Libertas                                                                          | 5,45        |
| Malta (risultati)       | Libertas                                                                          | 0,12        |
| Paesi Bassi (risultati) | Libertas                                                                          | 0,32        |
| Regno Unito (risultati) | Libertas                                                                          | 0,50        |
| Spagna (risultati)      | Libertas - Cittadini di Spagna (coalizione Ciudadanos e altri)                    | 0,14        |

### Candidature in partiti nazionali
| Stato                  | Liste                                                                   | % nazionale |
| ---------------------- | ----------------------------------------------------------------------- | ----------- |
| Germania (risultati)   | Partito per il Lavoro, l'Ambiente e la Famiglia (AUF)                   | 0,14        |
| Grecia (risultati)     | Partito dei Liberali                                                    | 0,13        |
| Portogallo (risultati) | Partito della Terra                                                     | 0,72        |
| Slovacchia (risultati) | Nella coalizione Democratici Conservatori - Partito Conservatore Civico | 2,11        |

## Sospetti finanziamenti da parte della CIA
L'europarlamentare Daniel Cohn-Bendit ha rivelato nel settembre 2008 che «esistono possibili collegamenti fra i finanziatori della campagna per il NO irlandese e il Pentagono, nonché la CIA,» dimostranti l'intenzione americana di «destabilizzare un'Europa forte e autonoma».
I sospetti di Cohn-Bendit sono stati condivisi dall'allora Presidente del Parlamento europeo Hans-Gert Pöttering e da diversi europarlamentari. I sospetti sembrano basarsi sui contratti da più di 200 milioni di dollari che una società di Ganley, la Rivada Networks, ha con l'esercito americano. Ganley ha rigettando tutte le accuse, dichiarando di avere prestato 200.000 dollari dal suo patrimonio personale per finanziare Libertas, senza chiarire però i termini del prestito.